# Harald Konopka
Harald Konopka (Düren, 1952. november 18. –) nyugatnémet válogatott német labdarúgó, hátvéd.

## Pályafutása

### Klubcsapatban
A Teutonia Echtz és a Düren 99 csapataiban kezdte a labdarúgást, majd az 1. FC Köln korosztályos csapataiban folytatta. A kölni első csapatban 1971-ben mutatkozott be. Egy bajnoki címet és három nyugatnémet kupa-győzelmet szerzett a csapattal. 1983 nyarán a Borussia Dortmund együtteséhez szerződött és egy idény után itt vonult vissza az aktív labdarúgástól 1984-ben.

### A válogatottban
1978 és 1979 között két alkalommal szerepelt a nyugatnémet válogatottban. Tagja volt az 1978-as argentínai világbajnokságon részt vevő csapatnak.

## Sikerei, díjai
1. FC Köln
- Nyugatnémet bajnokság (Bundesliga)
  - bajnok: 1977–78
  - 2.: 1972–73, 1981–82
- Nyugatnémet kupa (DFB-Pokal)
  - győztes: 1977, 1978, 1983
  - döntős: 1973, 1980